# 長和
長和（）は、日本の元号の一つ。寛弘の後、寛仁の前。1012年から1017年までの期間を指す。この時代の天皇は三条天皇、後一条天皇。

## 改元
- 寛弘9年12月25日（ユリウス暦1013年2月8日） 改元
- 長和6年4月23日（ユリウス暦1017年5月21日） 寛仁に改元

## 長和年間の出来事
- 1013年（長和2年）
  - 4月、春宮権亮・藤原道雅が、敦成親王の従者に命じて、敦明親王の従者であった織部司挑文師・小野為明を拉致して自邸に連行、瀕死の重傷を負わせる暴行事件を起こす。後日、敦明親王の訴えにより道雅は謹慎処分となる[3]。
  - 6月、左大臣・藤原道長が、従者たちに命じて、祇園御霊会（祇園祭）に参加していた散楽人たちに暴行を加える[4]。
  - 8月、正三位・藤原兼隆が、自邸の厩舎人を、人に命じて撲殺させる[5]。
  - 8月15日、藤原道長が、妻の外出準備の手際が悪かったとして、家司だった藤原方正と紀忠道を自邸の小屋に監禁する[6]。
- 1016年（長和5年）
  - 1月、三条天皇が譲位、敦成親王が即位して後一条天皇となる。道長摂政となる。
  - 8月、尾張国郡司・百姓ら、国守藤原経国を訴える。

## 西暦との対照表
※は小の月を示す。
| 長和元年（壬子） | 一月      | 二月※ | 三月  | 四月  | 五月※ | 六月  | 七月※   | 八月 | 九月※ | 十月  | 閏十月※ | 十一月   | 十二月※   |
| ---------------- | --------- | ----- | ----- | ----- | ----- | ----- | ------- | ---- | ----- | ----- | ------- | -------- | --------- |
| ユリウス暦       | 1012/1/26 | 2/25  | 3/25  | 4/24  | 5/24  | 6/22  | 7/22    | 8/20 | 9/19  | 10/18 | 11/17   | 12/16    | 1013/1/15 |
| 長和二年（癸丑） | 一月      | 二月※ | 三月  | 四月※ | 五月  | 六月  | 七月※   | 八月 | 九月※ | 十月  | 十一月※ | 十二月   |           |
| ユリウス暦       | 1013/2/13 | 3/15  | 4/13  | 5/13  | 6/11  | 7/11  | 8/10    | 9/8  | 10/8  | 11/6  | 12/6    | 1014/1/4 |           |
| 長和三年（甲寅） | 一月※     | 二月※ | 三月  | 四月  | 五月※ | 六月  | 七月※   | 八月 | 九月  | 十月※ | 十一月  | 十二月※  |           |
| ユリウス暦       | 1014/2/3  | 3/4   | 4/2   | 5/2   | 6/1   | 6/30  | 7/30    | 8/28 | 9/27  | 10/27 | 11/25   | 12/25    |           |
| 長和四年（乙卯） | 一月      | 二月※ | 三月※ | 四月  | 五月※ | 六月  | 閏六月※ | 七月 | 八月  | 九月  | 十月※   | 十一月   | 十二月※   |
| ユリウス暦       | 1015/1/23 | 2/22  | 3/23  | 4/21  | 5/21  | 6/19  | 7/19    | 8/17 | 9/16  | 10/16 | 11/15   | 12/14    | 1016/1/13 |
| 長和五年（丙辰） | 一月      | 二月※ | 三月※ | 四月  | 五月※ | 六月  | 七月※   | 八月 | 九月  | 十月※ | 十一月  | 十二月   |           |
| ユリウス暦       | 1016/2/11 | 3/12  | 4/10  | 5/9   | 6/8   | 7/7   | 8/6     | 9/4  | 10/4  | 11/3  | 12/2    | 1017/1/1 |           |
| 長和六年（丁巳） | 一月※     | 二月  | 三月※ | 四月※ | 五月  | 六月※ | 七月※   | 八月 | 九月  | 十月※ | 十一月  | 十二月   |           |
| ユリウス暦       | 1017/1/31 | 3/1   | 3/31  | 4/29  | 5/28  | 6/27  | 7/26    | 8/24 | 9/23  | 10/23 | 11/21   | 12/21    |           |